# 山本亜季
山本 亜季（やまもと あき）は、日本の女性漫画家。東京都出身。

## 略歴
ビッグコミックスペリオール誌上での連載および単行本化を確約する新人コンペ「ルートNEO」第1回で入選。
2015年『HUMANITAS ヒューマニタス』でデビュー。

## 作品

### 連載
- HUMANITAS ヒューマニタス（『ビッグコミックスペリオール』連載、2015年 第13号、第14号、第23号、第24号、2016年 第18号 - 第20号、全1巻）
- 賢者の学び舎 防衛医科大学校物語（『ビッグコミックスペリオール』連載、2018年 第4号 - 2020年 第2号、全5巻）
- 女たちの異世代友情ごはん（『ひとりごはん』連載、47号 - 56号、全1巻）[2][3]
- おいしい余生の過ごし方（『思い出食堂 別館』27号 - 連載中、既刊1巻）[4][5]
- Dressing 美容外科医 森野まりあ（『月刊コミックゼノン』2025年4月号 - 連載中、既刊1巻）[6]

### 読切
- 二口さん（『ビッグコミックスペリオール』2020年19月号 掲載）
- 傀儡戦記 第5話「あいのはな」（原作：蛇蔵 月刊モーニング・ツー 2021年4月号 掲載）

### アンソロジー
- ときめきごはん 25号 食堂へ行こう♪「韓国風海苔巻き」（少年画報社）
- ひとりごはん 36号 餃子一番!「長芋の梅和え」（少年画報社）
- ひとりごはん 46号 より道のおでん「鍋焼きうどん」（少年画報社）